# Stefano Maderno

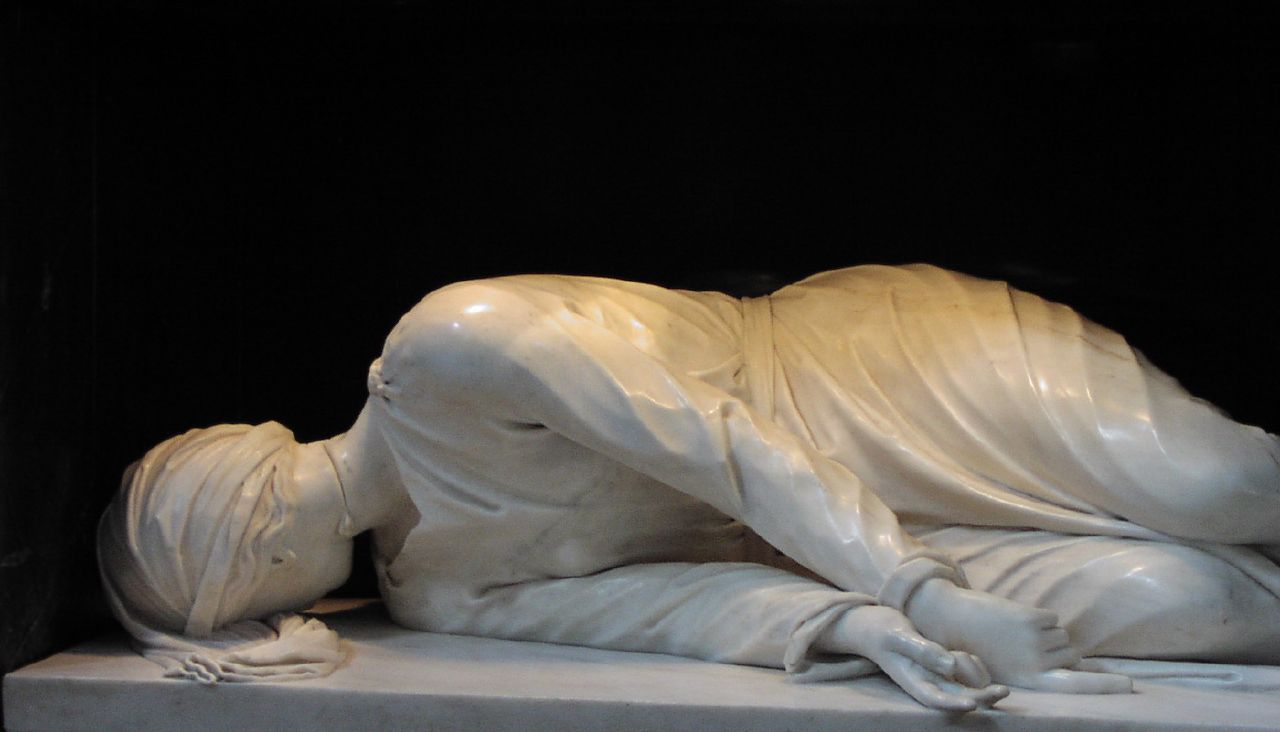
Św. Cecylia

Stefano Maderno (ur. 1576 w Palestrinie, zm. 17 września 1636 w Rzymie) – włoski rzeźbiarz okresu baroku. Najbardziej znany jako twórca posągu św. Cecylii z Rzymu, który przedstawia świętą w pozycji w jakiej znaleziono jej relikwie.

## Biografia
Urodził się prawdopodobnie Palestrinie, choć niektóre źródła podają okolice Como.  Początkowo pracował w Rzymie jako konserwator antycznych rzeźb. Zajmował się też ich kopiowaniem.
W 1599 roku otrzymał zlecenie wykonania reprodukcji ciała św. Cecylii, której relikwie odkryto przypadkiem podczas prac renowacyjnych. Rzeźbiarz wykonał marmurowy posąg przedstawiający św. Cecylię w pozycji, w jakiej odnaleziono jej ciało (na prawym boku przykryte jedwabnym welonem przesiąkniętym krwią).
Praca, którą wykonał wywołała zachwyt i przyniosła mu wielki rozgłos. W 1607 roku został przyjęty do Akademii Świętego Łukasza. Stał się w ten sposób czołowym rzeźbiarzem swojego pokolenia w Rzymie.
Wkrótce potem zaczął otrzymywać kolejne zlecenia, ale żadna z jego późniejszych prac nie przyćmiła rzeźby św. Cecylii.
Stefano Maderno zmarł w Rzymie w 1636 roku. Pochowany został w kościele San Lorenzo in Lucina. Jego najsłynniejsza rzeźba znajduje się w bazylice św. Cecylii na Zatybrzu.